# لاري كرامر (لاعب كرة قدم أمريكية)
لاري كرامر (بالإنجليزية: Larry Kramer)‏ هو لاعب كرة قدم أمريكية أمريكي، ولد في 6 أبريل 1942 في أوستين في الولايات المتحدة، وتوفي في 25 يناير 2014.